# 道生 (愛荷華州)
道生（英語：Dawson）是一個位於美國愛荷華州達拉斯縣的城市。

## 地理
道生的座標為41°50′37″N 94°13′17″W / 41.84361°N 94.22139°W，而該地的平均海拔高度為316米（即1037英尺）。

## 人口
根據2010年美國人口普查的數據，道生的面積為1.24平方千米，當中陸地面積為1.24平方千米，而水域面積為0.00平方千米。當地共有人口131人，而人口密度為每平方千米105人。